# Doblar
Doblar este o localitate din comuna Kanal ob Soči, Slovenia, cu o populație de 236 de locuitori.